# Боян Велинов
Боян Велинов Захариев е български офицер от Държавна сигурност (генерал-майор). В продължение на дълги години – от 1969 до 1989 година – той е заместник-началник на политическата полиция на тоталитарния комунистически режим в България.

## Биография

### Ранни години
Боян Велинов е роден на 24 декември 1921 година в Братушково, Софийско, в бедно семейство, което малко по-късно се премества в по-голямото съседно село Сливница. Има две по-малки сестри. Той учи там, като до петнадесетата си година успява да завърши два прогимназиални класа в местното училище, след което го напуска през 1936 година. Работи за кратко като чирак на местен обущар, а през 1937 година се установява в София. През следващата година става член на комунистическия Работнически младежки съюз, но няма особена активност в него.
От 15 септември 1941 година е войник в 25-и пехотен драгомански полк, разположен по това време в Ботевград. Там се включва в комунистическа група, която е разкрита през юни 1942 година. Той е арестуван и разследван, но е оправдан от военния съд поради липса на доказателства, след което се връща в полка си в Ботевград.
В края на годината е изпратен в 56-и пехотен велешки полк, сформиран малко преди това за преследване на югославски партизани. Първоначално е в картечна рота, с която е изпратен в акция срещу партизаните, но се разболява и не взима участие в нея. След това за кратко е прехвърлен в минохвъргачна и бронеизтребителна рота, но най-много време служи в домакинската рота, заради уменията си като обущар. През август 1944 година е освободен от полка си в безсрочен отпуск и се връща в Сливница.

### Начало на кариерата
Деветосептемврийския преврат от 1944 година заварва Велинов в Сливница, където се включва в последвалите насилия, назначен е в Народната милиция и е приет за член на Българската комунистическа партия. През март 1945 година се жени, като по-късно съпругата му също работи в Държавна сигурност и двамата имат две деца. На 15 декември 1945 година става отговорник за помощната милиция в Сливница, като същевременно работи като обущар, докато протичат проверки, за да бъде назначен в Държавна сигурност.
На 11 септември 1946 година Боян Велинов е назначен в Държавна сигурност с най-ниския ранг на разузнавач IV степен в Отделение „А“ – политическата полиция. През 1947 година е повишен в разузнавач III степен, а от 1 май 1948 година – в разузнавач II степен. По това време работи в звено, контролиращо все още съществуващия проправителствен клон на Българската работническа социалдемократическа партия (обединена), като част от работата му е филтрирането на членове на партията, които да не бъдат приети в БКП при сливането на двете партии. Служебните характеристики го определят като „избухлив“ и „безпощаден към враговете“, но отбелязват, че „малкото му образование му пречи при канцеларската работа“, като е широко известен сред колегите си със своята необичайна приказливост.
През 1950 година Велинов е преместен в XX група на Отделение „В“, където поема самостоятелно контрола на официално закритите двете крила на социалдемократите. От 1 януари 1951 година е старши разузнавач към Първи отдел за борба с контрареволюцията. През март 1951 година завършва шестмесечен служебен курс в Националната школа „Георги Димитров“. След курса работи няколко месеца в Следствения отдел на Държавна сигурност, а през септември е прехвърлен в отделение „Централен терор“ в Първи отдел (от 1952 година в Трето управление), където на 4 февруари 1952 година е редовно назначен за инспектор. Според ръководителите му по това време „няма съществени резултати в работата си“, като „при сложна обстановка често се суети и не се организира достатъчно бързо“.
През лятото на 1954 година Боян Велинов е повишен в капитан и става началник на отделение „Централен терор“. По това време е изпратен и на едногодишен курс във Висшата партийна школа при Централния комитет на БКП. През юли 1956 година е наказан за неуспешна работа по сигнал за терористичен акт. През 1958 година завършва като редовен слушател двугодишен курс в Националната школа „Георги Димитров“, като през голяма част от времето е в болница и отпуск по болест и успехът му е лош, но все пак се дипломира.

### 1958 – 1969 година
След като завършва Националната школа „Георги Димитров“, Боян Велинов е повишен в майор и от 1 септември 1958 година е назначен в Трети отдел на политическата полиция в Държавна сигурност, който се занимава с контрол на стопанските предприятия, нова за него област на работа. Първоначално е ръководител на отделението за лека промишленост, а след това на отделението за миннодобивна промишленост. На 24 декември 1960 година е назначен за заместник-началник на Трети отдел.
При реорганизация на Държавна сигурност през 1961 година икономическият отдел на политическата полиция става самостоятелен Трети отдел. Велинов продължава да работи в него, като от 21 октомври 1961 година е началник на неговото 01 отделение („контрареволюционни елементи в страната“). По това време развива и активна дейност в организацията на БКП в Министерството на вътрешните работи и е нещатен сътрудник на Партийната школа в министерството. На 16 август 1962 година е повишен в подполковник. В началото на 1963 година основната част от Трети отдел е присъединена към Второ управление на Държавна сигурност като Шести отдел („икономически“) и Велинов става негов заместник-началник. През 1963 – 1964 година преминава шестмесечен курс в школа на КГБ в Съветския съюз.
През 1965 година е включен в специалната група, която ликвидира Заговора на Горуня, планиран опит за военен преврат срещу диктатора Тодор Живков. За проявената ефективност при разследването е предсрочно повишен в полковник. Заговорът на Горуня предизвиква опасения в режима от възможно маоистко влияние в страната и във Второ управление на Държавна сигурност веднага е създаден нов 13 отдел („далекоизточен“), като от 1 юни е назначен за негов заместник-началник. От 3 май 1966 година той е началник на отдела. През ноември 1967 година отделът е прехвърлен като 04 отдел в новосъздаденото Шесто управление на Държавна сигурност, като Велинов остава негов началник, а дейността му е разширена с контрол върху „антидържавните прояви“ сред ръководните среди на режима. През следващите години отделът е преномериран на 06 отдел и е поставен под прекия контрол на диктатора, заобикаляйки в много отношения обичайната йерархия на Държавна сигурност.
Издигайки се в Държавна сигурност Боян Велинов започва да се ползва и с някои допълнителни привилегии. Голям почитател на футбола, той пътува с националния отбор през 1968 година в Западна Германия, а през 1969 година в Испания и Мароко.

### Заместник-началник на Шесто управление
На 3 септември 1969 година Боян Велинов е назначен за заместник-началник на Шесто управление на Държавна сигурност, като до 27 февруари 1973 година запазва и поста на началник на 04 отдел. Като заместник-началник на управлението той продължава да отговаря изключително за 06 отдел. По това време преминава кратки курсове в школи на КГБ и Вътрешното министерство на Съветския съюз, втората през септември 1975 година.
Прекият му ръководител през този период Петър Стоянов го описва като „безкрупулен“, груб към подчинените си и известен в службата със злоупотребите си, като служебна кола редовно „го разкарва от една кръчма до друга“. Други негови колеги го определят като „много нахален, слаб като служител и крайно недисциплиниран“, „ограничен човек“, „много колоритна личност, но да не си му подчинен“ и склонен към пиянство.

### 80-те години
През септември 1980 година Боян Велинов е повишен в генерал-майор. През 1986 година е на Световното първенство в Мексико като заместник-ръководител на групата, пътуваща с отбора, и със задача за оперативно обезпечаване и да следи за подривна дейност.
Велинов участва активно в провеждането на т.нар. „Възродителен процес“. След първата вълна от въдворявания в концентрационни лагер „Белене“ през декември 1984 – януари 1985 година той оглавява специална комисия, утвърждаваща допълнителни въдворявания в лагера.
От 8 септември 1988 година е първи заместник-началник на Шесто управление на Държавна сигурност. На 16 февруари 1989 година е включен в новосъздадения в Държавна сигурност извънреден щаб за действия срещу формиращите се по това време опозиционни на режима организации, оглавен от Антон Мусаков.
Още през август 1989 година е приет указ за пенсионирането на Боян Велинов и отстраняването му от Държавна сигурност, считано от края на годината. Указът остава необявен до края на ноември, като междувременно той продължава да бъде предлаган от своите преки ръководители за различни добавки към заплатата.

### Последни години
Умира през 1998 г.

## Награди
- Медал „За боева заслуга“ (1953)
- Орден „Червено знаме“ (1957)
- Орден „9 септември 1944“ III степен с мечове (1959)
- Орден „9 септември 1944“ II степен с мечове (1966)
- Орден „9 септември 1944“ I степен с мечове (1969, 1978)
- Орден „Народна република България“ III степен (1970, 1971, 1986)[26]
- Орден „Народна република България“ II степен (1974)
- Орден „Народна свобода 1941 – 1944“ II степен (1973)
- Орден „Георги Димитров“ (1981)

## Военни звания
- старши лейтенант от ДС – 10 юли 1951
- капитан от ДС – 25 август 1954
- майор от ДС – 23 август 1958
- подполковник от ДС – 16 август 1962
- полковник от ДС – 3 септември 1965, предсрочно
- генерал-майор от ДС – 5 септември 1980[27]